# 壬無月斬紅郎
壬無月 斬紅郎（みなづき ざんくろう）は、SNKの対戦型格闘ゲーム『サムライスピリッツ』シリーズに登場する架空の人物。

## キャラクター設定
村々を襲い、人々を無差別に殺害するその所業から「鬼」と呼ばれ恐れられるようになった剣士。
『斬紅郎無双剣』のアレンジサウンドトラックスに収録されたボイスドラマ、及び同CDのライナーノーツに掲載された小説では過去について語られており、自身の流派である無限一刀流の開祖は「鬼」であったという伝承を信じ、己を厳しく律し剣の道を極めんとする武芸者であった。あるとき、自身の長男である覚之進とともに山へ修行に出ていた斬紅郎は、とある家老の若君とその配下の襲撃を受ける。以前仕合に敗れたことを逆恨みしていた若君に覚之進を人質に取られたが、自分は鬼の子であり、命は惜しくないから斬るよう言い放った覚之進の言葉を受け、斬紅郎は敵もろとも息子を斬殺した。この事件がきっかけとなり、斬紅郎は無差別に人を斬る「鬼」と化す。
彼の凶行は、首斬り破沙羅をこの世に生み出す遠因にもなった。
斬紅郎は己の生まれ故郷の村にも容赦なく襲い掛かり、妻である美鈴もその手に掛けた。そのとき、斬紅郎は赤子の泣き声を聞く。斬紅郎は赤子の前に佇んでいたが、斬ることなく立ち去った。その赤子は、自分の娘・詩織であった。こののち、斬紅郎は帯刀する侍のみを標的にするようになった。なお、のちに詩織は村を偶然に訪れた覇王丸と出会い、実父を倒して欲しいという願いを彼に託した。覇王丸はこの願いを受け入れ、斬紅郎を倒すために旅立つのであった。
『斬紅郎無双剣』に登場する各剣士たちは、動機はそれぞれ異なるが、斬紅郎を倒すという目的は共通している（リムルルを除く）。緋雨閑丸は自分の失われた過去に斬紅郎が関わっているのではないかと思って行方を捜している。服部半蔵は、斬紅郎とは旧知の馴染みであるとしている。
最終的には『斬紅郎無双剣』で自分を倒しに来た閑丸と戦い激闘の末に敗北。『斬紅郎無双剣』のエンディングでは断末魔の瞬間に閑丸の前で自分の体に雷が落ちてその場に崩れ去り、「よくぞ我を討った」と閑丸に感謝する旨を発して死亡した。
『天草降臨』では黒幕の天草四郎時貞（悪）によってあの世から召喚されたが、その強さが手に負えないということで封印される。しかし天草（悪）が風間火月と風間蒼月の妹･風間葉月を助けに来た火月に敗北した事で封印が弱まり、自身を世界征服目的であの世から召喚した上に封印した張本人である天草（悪）の体を縦に真っ二つにして消滅させ、天草（悪）を噛ませ犬にさせた。その際に斬紅郎は消滅した天草（悪）に向けて「敗れてもなお強がるなど見苦しい」と言い放ってから天草（悪）を倒した風間火月に戦いを挑んで来るも、激闘の末に今度は風間火月に殺害され、二度目の敗北を許す事になった。
『天下一剣客伝』のエンディングでは、閑丸と覇王丸、そして覇王丸が連れてきた娘の詩織の説得を受けて改心し、自ら閑丸に討たれようとしたが、奇跡的に一命を取り留め、その後は剣を捨て娘と共に償いの旅に出た。
『真説サムライスピリッツ 武士道烈伝』のネオジオCD版のおまけシナリオでは条件を満たすと斬紅郎が登場して閑丸と対決する。

### キャラクターデザイン
鬣のような白い蓬髪が鬼を思わせる、屈強な大男。
緑がかった黒い着物の上から赤い袖なしの着物を重ね、赤い袴に黒い脚絆、足元は赤い足袋に草鞋を履いている（色はいずれもデフォルトカラーでのもの）。
また、文字のようなものが墨書きされた二枚の細長い白布の先端を帯に挟み、両肩から背中に流すような形で身に着けている。

### 武器
紅鋼怨獄丸（あかはがねおんごくまる）
斬紅郎の愛刀。刀身・鍔・柄のいずれも斬紅郎の巨躯に見合った巨大なものとなっている。鞘の存在は描写されていない。

## ゲーム上の特徴
『斬紅郎無双剣』の最終ボスとして初登場する。2本目を取ると斬紅郎は起き上がり、怒りゲージを最大まで溜めてから最終戦に突入する。この最終戦はプレイヤーの体力が優勢であっても、時間切れになると強制的にプレイヤー側の負けとなる。
『斬紅郎無双剣』と『天草降臨』での斬紅郎には剣質「修羅」と「羅刹」の区別が無い。そのため、「修羅」を選んでも「羅刹」を選んでも性能差は全く無い。ゲーム中では、全ての通常技にキャンセルがかからないという特徴を持つ。個々の必殺技の性能もそれほど高いというわけではないため、相手に身動きを取らせずに勝つということは困難。そのため、持ち技の性質を熟知して攻撃を確実に当てていくことが要求される。
踏み込み弱斬りは、相手をのけぞらせる時間が長いため、別の技につなげることもできる。ズームアウト画面でも簡単に相手に届く遠距離立ち強斬りや、弱斬りなみに発生が速いしゃがみ強斬りなど、各種強斬りは性能が高い。背後からの連続技を決める際に「疾風斬」と組み合わせることで相手の体力を一気に減らすことも可能。
『斬紅郎無双剣』と、ネオジオCD版およびセガサターン版の『天草降臨』では、対人戦限定で隠しコマンドを入力することで使用可能であり、プレイステーション版の『天草降臨SPECIAL』では対人戦でのみ最初から使用可能。なお、『斬紅郎無双剣』の対人戦にて斬紅郎を使用して勝利すると、試合後にキャラクター選択画面に戻り、再び斬紅郎を使用するには隠しコマンドを入力し直す必要がある。
携帯ゲーム機向け作品であるゲームボーイ版『熱闘 斬紅郎無双剣』とネオジオポケット版『サムライスピリッツ!』では、隠しコマンドを入力すれば対人戦だけでなく対コンピュータ戦でも使用可能となっている。
『零SPECIAL』と『天下一剣客伝』ではボスキャラクターとしても登場するが、最初から使用可能。通常技はキャンセル可能なものが存在するようになり、また怒スピリッツを選択した際に使える「超斬り」の威力は全キャラクター中で最も高い。

## 技の解説

### 必殺技
無限流 疾風斬
刀を横に振るい、地面を高速で走る衝撃波を放つ。衝撃波は、相手に当たった時に広がる飛沫が飛ぶ。技の攻撃判定は、振った刀、衝撃波、飛沫の3つにあり、近距離で出せば全て連続ヒットする。衝撃波ののけぞらせる時間は、立ち強斬りや、次に出す「疾風斬」も連続で当たるほど長い。なお、相手の体力を削る能力を持つのは衝撃波のみだが、素手状態の相手であれば3段とも削ることが可能。
無限流 天崩斬
やや前屈みの姿勢で前方へ突進、当たった相手に（ヒット･ガードを問わず）刀を振り上げて斬り飛ばす。突進のヒット効果はよろめきで、空中で当たった相手も地上に引きずり降ろす。
無限流 無限砲
刀を振り上げ、斬撃の軌跡に三日月状の雷光を発生させる。雷光は飛び道具を相殺する効果を持つ。なお、弱中強の違いは攻撃判定が出ている時間の長さのみであり、技全体の隙は変わらない。相手の体力を削る効果を持つのは雷光部分のみだが、素手状態の相手ならば2段とも削ることができる。
必殺技として使用できるのは『斬紅郎無双剣』のみで、『天草降臨』からは武器飛ばし必殺技になっている（後述）。
無限流 一刀斬
最初に膝蹴りを出し、これが相手にヒットするか、ガードした相手がその直後に動くと、刀で相手を突き上げてから振り下ろす。膝蹴り後の追加攻撃中は、斬紅郎の全身が無敵状態になる。相手の体力を削る効果を持つのは膝蹴りのみだが、素手状態の相手ならば追加攻撃でも削ることができる。
無限流 不動
片手から気を放射しつつ、前方へ構えてポーズを取る。この時に相手の攻撃を受けると、相手に膝蹴りを叩き込んで浮かせてから刀を振り下ろす、一種の当て身技。受け止められる攻撃は、通常の当て身（『サムライスピリッツ』の基本システム）で受け止めることが可能な斬撃と、ジャンプ中の斬撃。
無限流 天誅
『斬紅郎無双剣』のみの技。空中で一旦停止したのち、垂直に落下しつつ刀を振り下ろす。ジャンプの下降中および退きこみ中に使用可能。素手状態の相手のみ、削ることができる。
無限流 無法拳
片手に気を込めて構えてから、拳を突き出しつつ前方へ突進する。一部の相手を除き、しゃがまれると空振りする。素手状態でも出すことが可能。
無限流 震撃斬
『天下一剣客伝』で追加された技。下記の「無双震撃斬」の簡易版で、地面を踏んでから一太刀を浴びせる。ただし地震は起こさず、単純に立ちガード不能の踏みつけになっている。
無限流 無尽斬
『天下一剣客伝』で追加された技。後ろ手に刀を構えて溜めの動作をとったあとに、気を纏った一太刀を一気に決める。ボタンを押し続けることで溜めを続けて3段階まで威力を上げることができ、それぞれ最後に「夜叉殺」「鬼神殺」「天魔殺」とつくものが技名として設定されている。3段階目の「天魔殺」はガード不能になる。

### 武器飛ばし必殺技、秘奥義、絶命奥義
（無限流）奥義 無双震撃斬
『斬紅郎無双剣』での武器飛ばし必殺技。その場で地面を踏み付け、地面全体におよぶ震動を起こして地上の相手をよろめかせる（しゃがみガード中の相手および空中にいる相手には無効）。直後に斬紅郎は大きく踏み込みつつ刀を構えて勢い良く振り下ろし、よろめている相手を一刀の元に斬り捨てる。地震後の斬撃は、相手と離れすぎていなければ届くが、地上ガードは可能。攻撃後の隙はかなり大きい。なお、「疾風斬」から連続でつながる。
『天下一剣客伝』では秘奥義になり、技名に「無限流」がつく。
無限流 無限砲
『天草降臨』以降の武器飛ばし必殺技。前述の通り『斬紅郎無双剣』では必殺技だったもの。
動作そのものは必殺技の場合と違いはないが、三日月状の雷光が巨大な飛び道具となって飛んでいく。『天草降臨』では、空中でヒットすると多段ヒットになり、殆どの場合において即死する。
無限流極意 無双剣
『零SPECIAL』における絶命奥義。「震撃斬」と同じくその場で地面を踏み付けて震動を起こし、相手をよろめかせる。相手がよろめいて隙が出来ている間に担ぎ上げるように構えた刀に全身全霊の気を込め、下段から斬り上げると共に巨大な気のレーザーで相手を跡形も無く消滅させ、足首のみがその場に残される。流血表現が無いなど、残虐表現が多い絶命奥義の中では比較的マイルドな演出となっている。

## キャスト
- 有田洋之 - 『サムライスピリッツ 斬紅郎無双剣』
- 伊藤えん魔 - 『サムライスピリッツ 天草降臨』『共闘ことばRPG コトダマン』[2]
- 中田和宏 - 『サムライスピリッツ零SPECIAL』
- 大塚明夫 - 『サムライスピリッツ 天下一剣客伝』

## 関連人物
- 緋雨閑丸 - 記憶喪失の閑丸の過去と何か関係が有る様子だが謎に包まれている、敵対関係、因縁？
- 首斬り破沙羅 - かつて首斬り破沙羅の恋人の篝火（かがりび）ともども惨殺して幽霊にさせた
- 服部半蔵 - 元･旧友、敵対関係
- 美鈴 - 妻、斬紅郎により殺害
- 覚之進 - 長男の息子、以前仕合に敗れた事を逆恨みした若君に覚之進を人質に取られたが、「自分は鬼の子であり、命は惜しくないから斬れ」と言い放った覚之進の言葉を受け、斬紅郎は敵もろとも息子を斬殺
- 詩織 - 幼い長女の娘
- 風間火月  - 『天草降臨』で対決